# 花田侑樹
花田 侑樹（はなだ ゆうき、2003年6月25日 - ）は、広島県山県郡北広島町出身のプロ野球選手（投手・育成選手）。右投左打。読売ジャイアンツ所属。

## 経歴

### プロ入り前
北広島町立八重東小学校1年の時に千代田ファイターズで野球を始め、6年時には広島東洋カープジュニアチームに選出され、NPB12球団ジュニアトーナメントに出場した。北広島町立千代田中学校ではヤングリーグの府中広島'2000ヤングに所属し、3年時にジャイアンツカップに出場している。花田と同じ2021年度の巨人ドラフト5位・岡田悠希は同クラブの先輩。
地元の北広島町に所在する広島新庄高等学校に進学。1年秋から一塁手としてレギュラーとなり、2年秋からはエースで4番となった。3年時は春夏連続で甲子園大会に出場。3年春は1回戦の上田西高等学校戦に「4番・投手」で出場し、8回途中まで無失点に抑えた。また延長12回に右越えサヨナラ二塁打を放ち、チームの初戦突破に投打で貢献した。2回戦の智辯学園高等学校戦は3回3失点と打たれチームは敗退した。3年夏の広島県大会は16回を投げ7失点と不調であったが、4回戦と準々決勝で2試合連続本塁打を放つなど4番打者として結果を残し、優勝に大きく貢献した。本大会は1回戦の横浜高等学校戦に「4番・投手」で出場し、7回途中まで5安打無失点の好投を見せるも、後続の投手が打たれチームは2-3でサヨナラ負けを喫した。
2021年10月11日に行われたプロ野球ドラフト会議において、読売ジャイアンツから7位指名を受け、11月16日に契約金2500万円、年俸500万円（金額は推定）で仮契約を結んだ。背番号は63。

### 巨人時代
2022年は三軍で6試合の登板にとどまり、またシーズン途中からは肘のコンディション不良により故障班で調整を行った。シーズン終了後の11月14日に右肘関節クリーニング手術を受けた。11月25日に契約更改で育成再契約をした。12月14日、翌年からの背番号が063に変更となった。
2023年10月17日にトミー・ジョン手術を受けた。
2024年10月20日に、約1年ぶりにフリー打撃に登板した。秋季キャンプ中の11月15日には術後初めてシート打撃にも登板し、最速144km/hを記録した。

## 選手としての特徴・人物
最速146km/hの直球とカットボール、フォークボールを武器とする本格派投手。
広島県北の北広島町出身初のプロ野球選手。

## 詳細情報

### 背番号
- 63（2022年[16]）
- 063（2023年[21] - ）